# كورت إيلنفيلد
كورت إيلنفيلد (بالألمانية: Kurt Ihlenfeld)‏ Kurt Ihlenfeld (ولد في كولمار في 26 مايو 1901- ومات في برلين الغربية في 25 أغسطس 1972) هو شاعر وكاتب روائي وكاتب مقالات وقسيس ألماني. تغلب الموضوعات الدينية المسيحية على إنتاجه الأدبي.
خلال العهد النازي في ألمانيا قام كورت إيلنفيلد بإصدار المجلة الأدبية «إيكارت» Eckart. ومن خلال المجلة استطاع كورت تكوين مجموعة من الأدباء الشباب المسيحيين تكون نواة للمعارضة الفكرية والدينية لأفكار العهد النازي الهتلري. كما كان كورت يدير دار نشر إيكارت Eckart-Verlag.

## من أعماله
- قصائد فكرية 1935
- ساعة المسيحية 1938
- كتاب المسيحية 1939
- حيث ينمو فرع صغير 1949 (قصائد)
- رجل الآلام 1949 (قصة)
- إنني أرى النجم 1949
- قصص حول باخ 1949
- عواصف الشتاء 1951 (رواية)
- شعراء وأنبياء 1951 (مقالات)
- الضوء المظلم 1952 (سيرة ذاتية)
- سيسطع النور في الشرق البعيد 1953 (قصص)
- عد يا بن الإنسان 1954 (رواية)
- روزا والجنرال 1957 (مسرحية)
- تحت السماء العادية 1959 (قصائد)
- المرشح 1959 (رواية)
- الأعياد السبعة 1959
- الليلة التي يتحدثون عنها 1961
- وجه الزمن 1961 (مقال)

## روابط خارجية
- كورت إيلنفيلد على موقع مونزينجر (الألمانية)